# Dicranota notabilis
Dicranota notabilis är en tvåvingeart som beskrevs av Alexander 1929. Dicranota notabilis ingår i släktet Dicranota och familjen hårögonharkrankar. Inga underarter finns listade i Catalogue of Life.